# Toni Nigg
Toni Nigg (* 11. Dezember 1908 in Vättis; † 5. April 2000 in Chur) war ein Schweizer Zeichenlehrer und Illustrator.

## Leben
Toni Nigg war der Sohn des Primarlehrers Theophil. Dieser führte im Drachenloch ob Vättis von 1917 bis 1923 archäologische Grabungen durch. Nigg setzte zeitlebens die Forschungen seines Vaters fort und veröffentlichte dessen Höhlentagebücher. Er war auch an der Gestaltung des Drachenlochmuseums beteiligt.
Nigg besuchte das Lehrerseminar in Rorschach, das er 1929 erfolgreich beendete. Anschliessend studierte er an der Allgemeinen Gewerbeschule Basel und wurde von Ernst Buchner, Hermann Meyer, Albrecht Mayer und Georg Schmidt unterrichtet. Nigg schloss das Studium 1932 mit dem Lehrerpatent für Zeichnen, Schreiben und Handarbeit ab und wurde als Zeichenlehrer an die Bündner Kantonsschule gewählt. Von 1963 bis 1974 unterrichtete er ausschliesslich am Lehrerseminar.
Bei Carl Strauss erlernte Nigg die Kunst des Kupferstichs und der Radierung. Nigg hatte auch Kontakt zu Karl Bickel und dem Churer Graveur Heinrich Moser. Nigg schuf sich vor allem als feinfühliger Tier- und Landschaftszeichner und als Kupferstecher historischer Stiche einen Namen. Seine Werke stellte er u. a. an zwölf Weihnachtsausstellungen im Bündner Kunstmuseum aus. Zudem illustrierte Nigg von 1939 bis 1985 zahlreiche Bände des Dicziunari Rumantsch Grischun.
Nigg heiratete 1938 die aus Luzern stammende Anni, geborene Kleeb. Mit ihr hatte er drei Kinder.